# Cançó
|  | Per a altres significats, vegeu «Cançó (desambiguació)». |

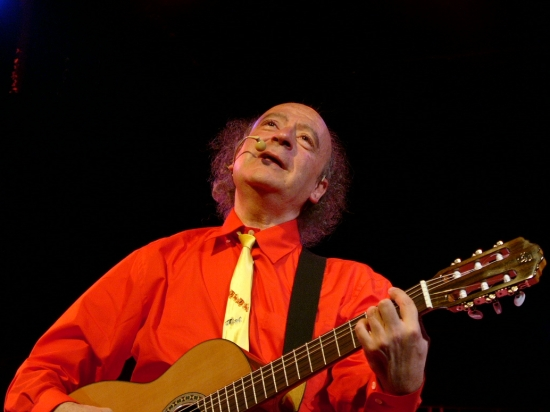
Jaume Sisa interpretant una cançó

Una cançó és una composició musical que conté, a vegades, una part amb veu o melodia vocal, és a dir, amb text, cantada, però també pot ser simplement un conjunt de notes tocades sistemàticament, formant un ritme. Normalment és de curta durada, si més no si ens atenim al text musical, atès que en el cas concret de les cançons de gesta i altres tipus de cançons narratives hi pot arribar a haver un gran nombre d'estrofes aplicades a una mateixa música. En el cas -que és el més freqüent- que aquesta part vocal soni simultàniament amb altres parts instrumentals, la vocal és la principal, de manera que, com a gènere musical, la cançó queda tipificada com a música vocal, i les parts instrumentals hi fan un acompanyament. La cançó, doncs, és música vocal que pot tenir o no un acompanyament instrumental. En altres casos, els menys, l'acompanyament el fan altres veus; en aquest cas és una cançó a cappella i polifònica.
El text de la cançó normalment s'anomena la lletra. La lletra d'una cançó habitualment és un text poètic amb una estructura mètrica de gran regularitat i amb una rima clara. De totes maneres, també hi ha exemples de cançons religioses amb lletra en prosa extreta de la Bíblia.
Normalment, les cançons són pensades per a ser interpretades per un(a) cantant solista, tot i que també n'hi ha -especialment en la denominada cançó artística- a duo, a trio o fins i tot a més veus; en aquest cas es parla de cançó polifònica; el cànon n'és un cas concret i paradigmàtic. També és comú, en el terreny de la música clàssica, que hi hagi cançons interpretades per corals, de manera que la melodia principal la fa un grup de veus, habitualment les sopranos. Semblantment, és habitual que les cançons polifòniques siguin interpretades per cors, no pas a raó d'una persona i veu per cada part, sinó a raó d'un grup per part.
Especialment en la música tradicional, la cançó acostuma a tenir una estructura estròfica –ja sigui amb tornada o sense- de manera que una mateixa música és cantada sobre una sèrie de textos que mantenen similituds importants quant a mètrica i rima. En la cançó d'art i en la cançó popular abunden, també, les elaboracions a partir de l'estructura estròfica.
La cançó, per les seves característiques, té un paper essencial en l'educació musical a les escoles i a les escoles de música, i és la base de les nombrosíssimes associacions corals que existeixen arreu de les societats occidentals.
En el llenguatge col·loquial, cançó a vegades és un mot del tot genèric per referir-se a qualsevol tipus de composició musical, incloses les instrumentals i, per tant, sense text.

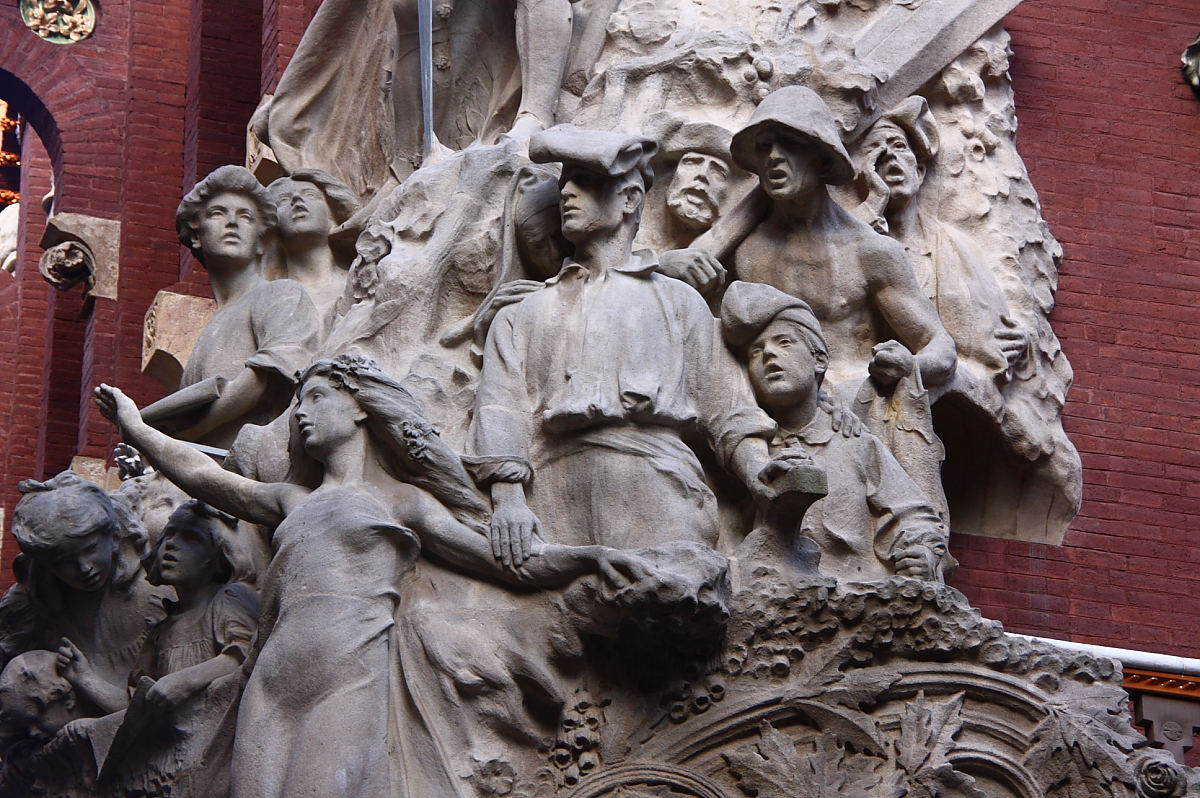
Grup escultòric "La cançó popular catalana", obra de Miquel Blay, al Palau de la Música Catalana, obra de Domènech i Montaner

## Tipus de cançons
De manera genèrica, les cançons es poden dividir de formes diverses en funció del criteri adoptat. Un primer criteri, seria per gèneres. De totes maneres, també la cançó com a tal pot ser considerada un gènere, tant com les altres classificacions que es proposen a continuació, també. Aquest criteri donaria lloc a tres grans blocs:
- Cançó artística, vinculada a la música clàssica.
- Cançó popular, en els àmbits de la música popular i no sols de la música pop; també el rock, etc.
- Cançó tradicional o folklòrica.

Malgrat aquesta distinció, també cal entendre que en cada un d'aquests àmbits, però especialment en el de la música clàssica, la cançó té un caràcter més popular que altres gèneres.
Un segon criteri, en referència a la temàtica general del text, dona una divisió entre:
- Cançó religiosa.
- Cançó profana.

Aquests dos tipus de texts es reparteixen de maneres molt desiguals entre els diferents gèneres. Així, per exemple, hi ha molt poques cançons populars de temàtica religiosa.
En funció de si són acompanyades i com ho són també podem establir aquestes tipologies:
- Cançó amb acompanyament, normalment instrumental.
- Cançó amb melodia sola, sense cap acompanyament.
- Cançó sense acompanyament, a cappella.
- Cançó polifònica.

També és útil la distinció segons la funció que fa cada cançó. Així, trobem, entre moltes d'altres:
- Cançons de treball, gairebé totes elles en el domini de les cançons tradicionals. En l'àmbit dels afroamericans dels Estats Units aquestes cançons es coneixen nternacionalment com a worksongs.
- Cançons de ball, tant en la música clàssica com en el folklore i, sobretot, la música moderna.
- Cançons de bressol, un tipus de cançó que s'origina en el folklore, que és on té la seva funció principal i primigènia, i que posteriorment ha estat adoptat tant per la cançó clàssica com la popular.
- Nadala, una cançó de tema religiós, vinculada al Cicle de Nadal.
- Cançó narrativa, entre les quals hi ha, per exemple, els romanços.
- Cançó improvisatòria, cançó en la qual, normalment, s'utilitza un o més patrons melòdics sobre els quals s'improvisen textos. En són un exemple les corrandes.[1]
- Cançó infantil, una tipologia que ha estat prou ben estudiada[2] però que en els darrers temps ha sofert grans canvis.[3]

En el cas de la cançó artística i la cançó popular, també s'estilen i són útils les classificacions que tenen a veure amb els estils, tot tenint en compte que alguns estils són i han sigut més propensos que altres a la composició, interpretació i –en general- ús de les cançons.
La combinació de tots aquests elements dona lloc a molts tipus diferents de cançons, alguns dels quals tenen noms propis. Alguns d'ells, a tall, d'exemples, són:
- Lied, amb diversos significats segons l'estil i la cronologia als quals pertany, però sempre sota el comú denominador d'un text en llengua alemanya,
- Chanson, un mot sota el qual també coexisteixen tipus molts diferents de cançons compostes en moments molt diversos, però sempre amb un text en francès.
- Cançó de protesta.
- Himne, en els casos –els més freqüents- que contingui un text.

### Cançó artística

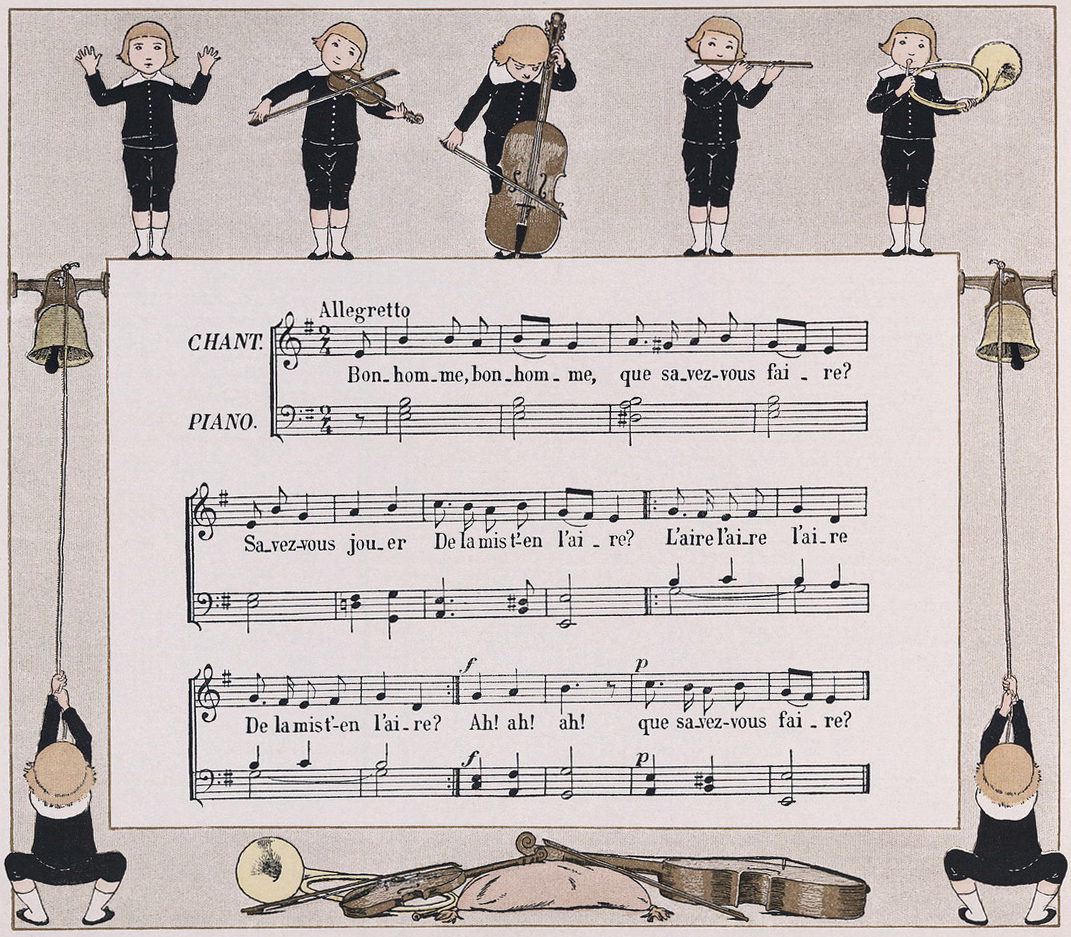
«La Mist' en Lare», (pàgina 1 de 2); partitura amb il·lustracions provinent del cançoner infantil francès Vieilles Chansons pour les Petits Enfants: Avec Accompagnements, de Charles Marie Widor (música) i Louis-Maurice Boutet de Monvel (il·lustracions)

S'entén com a cançó artística la que es dona en el terreny de la música clàssica, que està pensada de manera que la seva interpretació tingui valor estètic i social per ella mateixa, sense que faci cap altra funció, és a dir, en concerts públics i altres esdeveniments similars.
Habitualment, en aquest àmbit, les cançons són per a una veu sola, amb acompanyament d'un o més instruments. Hi ha instruments que són especialment habitual de trobar-los fent aquesta funció. Són, sobretot, els instruments harmònics o polifònics de teclat, com el piano, l'orgue (més aviat en el terreny de la música religiosa), l'harmònium, el clavicèmbal; de corda pinçada de la família dels llaüts, com el mateix llaüt, la guitarra, la viola de mà, etc., o fins i tot l'arpa. En altres casos són conjunts instrumentals els que fan aquest acompanyament; especialment, destaquen el quartet de corda i l'orquestra, tot i que també hi ha altres possibilitats, com per exemple:
- Johannes Brahms: dos Lieder per a contralt, viola i piano;
- Joseph Haydn: els seus reculls de cançons tradicionals britàniques harmonitzades per a veu amb acompanyament de trio de piano, violí i violoncel;
- Schubert escriu el seu lied Der Hirt aus dem Felsen per a veu, clarinet i piano.

Altres cançons, en terrenys més fronterers entre la música clàssica i la música popular, han emprat altres tipus d'acompanyament, com per exemple la big band, pròpia del jazz.
Com la major part de la música clàssica, dins de la qual s'inscriu, la cançó d'art normalment requereix un entrenament vocal important, així com habilitats en la lectura de la notació musical atès que la seva forma natural de vehiculació primera és la partitura.
És habitual que la lletra sigui deguda a un poeta, normalment reconegut, i que la música sigui d'un autor diferent. Poques vegades l'autoria d'ambdues facetes coincideix en una mateixa persona. En algunes èpoques i contextos culturals, han abundat les poesies creades amb l'expectativa que arribés la circumstància que algun músic les convertís en cançons. Però això és més propi d'alguns moments i gèneres; en són exemples especialment clars el Lied romàntic o el madrigal renaixentista i altres gèneres menors derivats d'aquest.
La denominació genèrica d'aquest tipus de cançó en altres llengües és art song en anglès i Kunstlied en alemany, denominacions que signifiquen, exactament, cançó d'art o artística, una denominació que no està gaire estesa en altres llengües.
Tot i que hi ha un nombre important de cançons artístiques que segueixen una estructura estròfica més o menys modificada, també es troben altres estructures de major complexitat, tot i que en aquest aspecte de la complexitat les tipologies de música vocal denominades cançó sempre queda lluny de la de les músiques designades com a àries.

### La cançó a l'Edat Mitjana
Tot i que alguns del tipus de música vocal medieval entren ben bé dins de la definició més genèrica de cançó, no és habitual de trobar-les tipificades com a tals. Entre aquestes hi hauria les melodies de cant gregorià i de la resta de cants litúrgics medievals, els quals poden ser considerats majoritàriament com a cançons monòdiques encara que normalment no rebin de manera específica aquesta denominació, i a les quals sovint s'hi van fer acompanyaments diversos que no apareixen consignats als còdexs que contenen aquest repertori, i que probablement devien ésser improvisats.
Sí que, en canvi, acostumen a tenir la consideració de cançons alguns tipus de composicions que es van donar en l'àmbit de la música profana. Entre els més importants hi ha:
- La cançó de gesta.
- La cançó trobadoresca. De fet, els trobadors van cultivar un gran nombre de gèneres de música vocal, cançons totes elles en sentit ampli. Un d'aquests gèneres era la cansó, o chansó, o també cançó.[4]
- La rota i la caccia, dues formes de cànon. L'exemple més cèlebre seria Sumer is icumen in, coneguda també com a Rota de Reading.[5]
- Els laudes foren cançons religioses en llengua vernacla molt populars a Itàlia al pas de l'Edat Mitjana cap al Renaixement.
- Diversos tipus de cançons primer monòdiques i després també – però no únicament - polifòniques, com el lai, el virolai, el rondeau, el madrigal, la balada, etc., conreades majoritàriament als segles xiii i xiv a França i Itàlia.[6]

### La cançó delRenaixement

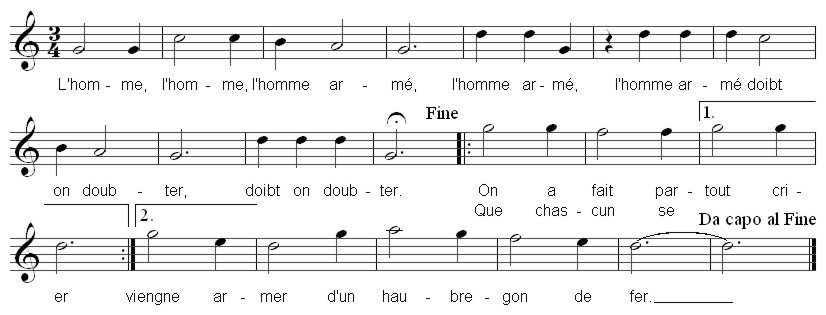
L'homme armé, antiga conçó popular borgonyona de la fi del, que enalteix les virtuts del cavaller i de l'home d'armes, sobre la qual es van compondre moltes obres polifòniques al llarg dels dos segles següents.

All Renaixement van aparèixer diversos tipus de cançó, tots ells polifònics, alguns amb una tendència més aviat contrapuntística però amb un predomini de les textures homofòniques, més senzilles, com correspon a allò que s'entén com a cançó. Per descomptat van existir, també, gèneres vocals de notable complexitat, entre els quals el madrigal i les formes de la música litúrgica influïdes pel contrapunt de l'escola francoflamenca. Però, precisament per això, aquests gèneres resten fora del camp semàntic de la cançó. En tot cas, sí que van influir poderosament sobre gèneres més lleugers, més simples que entren dins de la categorització de cançons.
A la península Ibèrica, nuclis de producció musical que disposaven de les seves pròpies capelles de música van recollir els repertoris polifònics de composicions majoritàriament a tres i a quatre veus en unes recopilacions que es coneixen amb el nom de cançoners, per la qual cosa, aquestes composicions han de ser considerades com a veritables cançons polifòniques més enllà del fet que tinguin denominacions específiques que facin referència a llurs trets estructurals: romances, estrambotos, villancicos, etc. Entre aquests cançoners hi ha el Cancionero Musical de Palacio que recull la música a la cort dels Reis catòlics, el cançoner d'Uppsala, el de la Colombina, etc.
A França es van desenvolupar dos tipus de cançó, anomenats ambdós chanson: al segle xv fou la chanson borgonyona que va tenir com a figures destacades a Guillaume Dufay i a Gilles Binchois; posteriorment, ja al segle xvi, va florir la chanson parisenca amb Claudin de Sermisy i Clément Janequin com a figures destacades. El segon és especialment recordat per les seves obres descriptives (Le chant des oiseaux, La bataille de Marignan, etc.)
Per la seva banda, a Itàlia es van desenvolupar algunes tipologies de cançó polifònica a mig camí entre la cançó popular i tradicional, a una sola veu amb acompanyament acordal com la frottola, i el madrigal, i que foren viscudes com a formes més lleugeres d'aquest darrer, i com a arranjaments elaborats de les primeres. Entre aquestes, la villanella, la canzonetta, etc.
A Alemanya es desenvolupà igualment un tipus de cançó a diverses veus, amb acompanyament homofònic, que es denominà Lied. Innsbruck ich muss dich lassen de Heinrich Isaac en conté característiques.
D'altra banda, la reforma luterana forjà la tipologia de cançó litúrgica anomenada coral amb una estructura prou simple perquè hi pogués participar cantant-la tothom.
Quan al pas del segle xvi al xvii al Nord d'Itàlia es van començar a desenvolupar noves formes de música instrumental, algunes d'ells es van inspirar en models vocals. Fou així com florí un gènere de música instrumental anomenat  canzona i més concretament canzona da sonare o canzona sonata en el cas que fos per a instruments de corda o de vent.

### La cançó al barroc i el classicisme
Diferents autors dels segles xvii i xviii van compondre cançons, tot i que avui no es compten entre les més divulgades de llurs repertoris. Entre aquestes es poden citar els Geistliche Lieder (cançons espirituals) de Johann Sebastian Bach (Bist du bei mir n'és una de les més conegudes), les més de cent cançons (Lieder) de Georg Philipp Telemann, les poc més de trenta de Haendel, les 51 –amb acompanyament de teclat- de Haydn, a part de les seves cançons polifòniques i els arranjament de quasi quatre-centes cançons folklòriques gal·leses, irlandeses i escoceses, les 90 de Beethoven, a més d'un considerable nombre de cànons, només per posar alguns exemples entre els autors més coneguts d'aquells períodes.
A l'àrea protestant hi va haver una enorme producció i consum d'harmonitzacions –majoritàriament homofòniques- dels corals. Són especialment coneguts els de Bach però no es poden perdre de vista els d'altres compositors, com per exemple els més de dos mil de Georg Philipp Telemann.

### Romanticisme en endavant
El tipus principal de cançó artística i elaborada en el romanticisme fou el lied, generat en terres de parla alemanya. Els seus compositors principals foren, per ordre cronològic, Franz Schubert, Robert Schumann, Johannes Brahms, Hugo Wolf i Gustav Mahler, aquest últim en el terreny del Lied amb acompanyament orquestral, en tant que la immensa majoria de Lieder van rebre un acompanyament pianístic. A redós del Lied, altres àrees culturals van desenvolupar altres formes de cançó artística. Johann Wolfgang von Goethe i Heinrich Heine foren dos dels poetes els textos dels quals van ser musicats més sovint.
El fet que la cançó tingui un text que s'expressa en una llengua ajuda a fer que aquesta tingui un caràcter vinculat a una cultura, a una societat; un caràcter nacionalista si és el cas. En aquest sentit, aquest tipus de cançó sovint rep noms que ens parlen no sols de l'idioma del text original sinó que ens transmeten també elements estilístics. Canzona a Itàlia, Lied a Alemanya, Chanson o Mèlodie –segons l'època i l'estil- a França, Canción a Espanya, etc.
L'acompanyament d'aquestes cançons té una consideració diversa segons l'estil i els costums de cada època, però, en general, constitueixen un element important, no pas un mer acompanyament, i reben una dedicació acord amb això per part dels compositor i dels intèrprets. En alguns casos –com en el cas dels Liederde Franz Schubert l'acompanyament adopta figures melòdiques i d'altra índole que reforcen el sentit del text. En els de Robert Schumann prenen una dimensió encara més gran; Els d'Hugo Wolf juguen de forma diferent i sovint empren uns leitmotiv que es poden resseguir a través de diferents Lieder.
Malgrat que aquestes composicions originàriament foren pensades per a interpretacions privades, en salons als quals acudia poca gent i generalment per invitació, o sota altres tipus de restriccions, i en les quals era habitual que el compositor tingués algun tipus d'intervenció –Hugo Wolf, per exemple, no sols les acompanyava al piano sinó que sovint hi feia introduccions i comentaris, a més de recitar-ne el text- avui en dia han esdevingut peces de concert, que es difonen a través de les sales de concert (i de l'enregistrament, per descomptat).
Si bé el caràcter comprimit i breu del Lied no ho permet gaire, en alguns casos aquestes obres disposen de preludis, interludis i/o postludis que introdueixen a l'ambient de l'obra i del poema, o el resumeixen i comprimeixen.
A part de la forma estròfica, que va ser molt conreada pels romàntics, també es va emprar molt la forma ternària ABA; tant, que sovint, aquesta estructura temporal, s'ha conegut com a "forma Lied". De fet, tant o més freqüent que aquesta forma són algunes variants com Introducció-A-B-A, A-A-B-A, A-B-A', etc.
Sovint les composicions d'aquest tipus, majoritàriament curtes, van ser publicades en forma de cicles, és a dir, de sèries de cançons que mantenien alguns tipus de lligam.
L'enorme floriment de les societats corals arreu d'Europa com un fenomen vinculat tant al Romanticisme com a la revolució industrial motivà la composició de moltes cançons polifòniques, sovint més aviat senzilles, a cappella o bé amb un acompanyament senzill, i amb un percentatge important d'harmonitzacions a veus iguales –ja fossin masculines o femenines- donades les característiques de les societats corals amateurs a les quals anaven dirigides majoritàriament.
En el mateix període va florir la romança, un tipus de cançó, vinculat a la música de saló, de caràcter habitualment sentimental, amb acompanyament de piano. Va conèixer freqüents adaptacions al llenguatge instrumental d'entre les quals destaquen les romances sense paraules (Lieder ohne worte, en l'original alemany) de Felix Mendelssohn

## Cançó folklòrica o tradicional

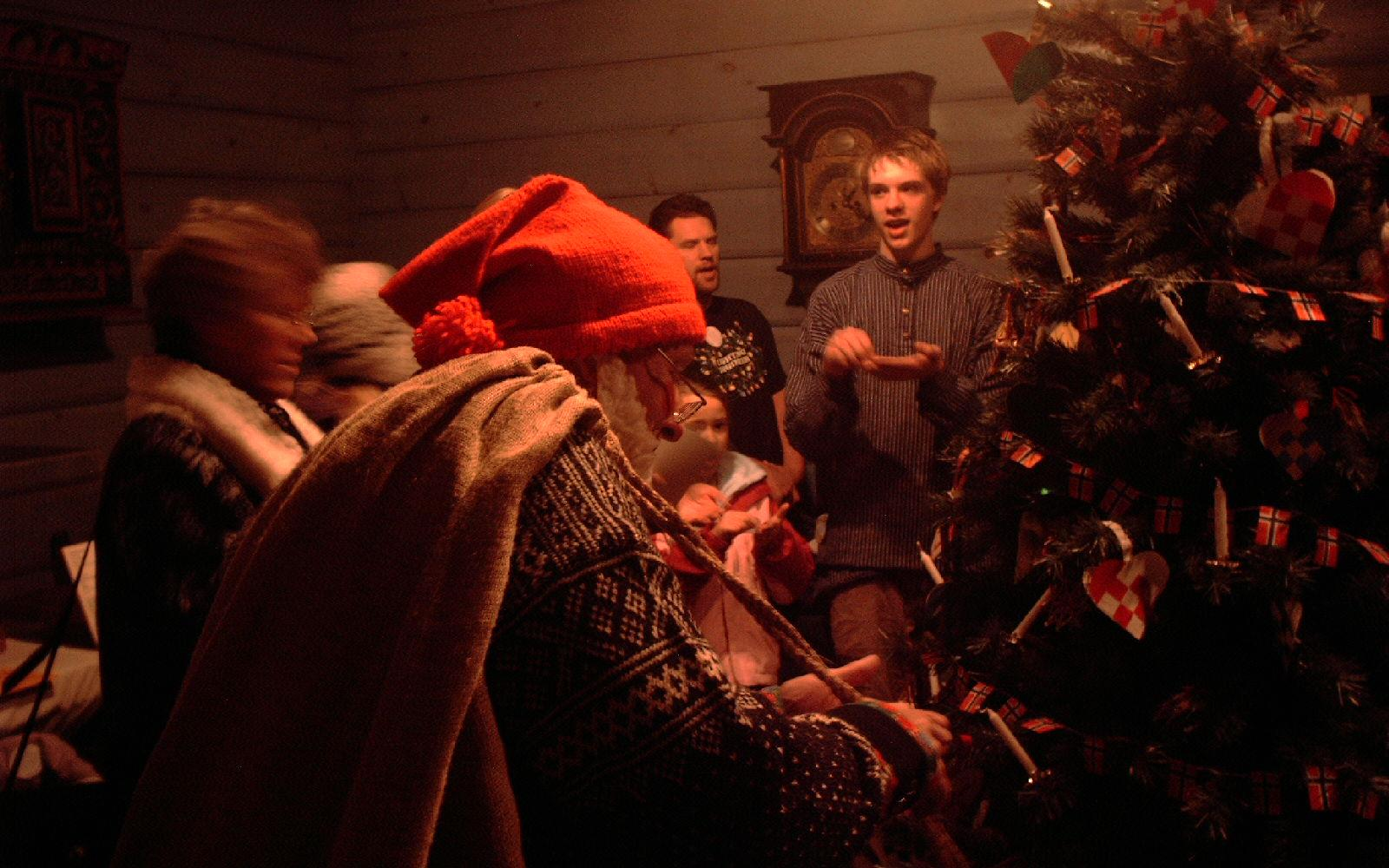
Interpretació d'una nadala

Totes les cultures tenen, en llurs repertoris musicals, una sèrie de cançons que responen a funcions diverses, concretes i específiques; en l'àmbit de la música tradicional, les cançons existeixen per complir determinades funcions, per complementar, millorar, ajudar altres facetes de la vida quotidiana. Queden vinculades a la quotidianeïtat. Les cançons de treball –que en alguns llocs s'acompanyen amb moviments i amb sons fets amb les mateixes eines de treball (els pics de cavar o les maces per moldre el mill, per exemple) que d'aquesta manera compassen la feina donant-li un ritme que minva la fatiga i augmenta la productivitat- o les cançons de bressol, en són bons exemples; exemples que, d'altra banda, avui han perdut bona part de la seva vigència a la nostra societat, per raons diverses.
La cançó tradicional s'ha transmès majoritàriament de forma oral fins al segle xix (o més tard) quan, en moments diferents, les diverses societats van emprendre l'estudi sistematitzat dels seus respectius folklores. A partir d'aquell moment es fixa en cançoners que contenen notació escrita de les cançons recollides. Fins aquell moment la transmissió oral havia facilitat una evolució de cada cançó que els permetia de modificar-se fins al límit de manera que és poc possible parlar d'autoria en les cançons tradicionals. O en tot cas, parlar d'autoria única. Per això s'ha tendit a considerar-les d'autor anònim i, per tant, de domini públic, no sotmeses a drets d'autor. Si els folkloristes que treballaren sota el cicle del Romanticisme varen tendir a considerar-les obres creades pel poble, més modernament, l'etnomusicologia ha posat l'accent en les transaccions que des de fa segles s'han donat entre la cançó folklòrica i la cançó d'art en ambdós sentits. Melodies com El cant dels ocells apareixen com a exemples de melodies amb un grau d'elaboració tal que fa pensar en algun tipus de contribució –sigui més o menys personificada en un autor- des del terreny de la música clàssica.
Alguns tipus, estils i gèneres de cançó tradicional fa temps que han traspassat les fronteres de les societats on van néixer i han esdevingut patrimoni de col·lectius molt més extensos, internacionalitzats, en bona part gràcies al fet que han esdevingut world music Especifiquem, a continuació alguns d'aquests tipus de cançó com a més coneguts pels públics occidentals. A l'Àfrica occidental, especialment en països com Mali, Gàmbia, Guinea o Senegal, en les ètnies Mandé, Fula, Songhai, etc. les cançons tradicionals i la seva enorme rellevància social són la raó de ser dels griots, cantants i músics professionals i itinerants que són considerats els principals dipositaris de la tradició oral. El repertori principal del Blues també són les cançons, igual que el jazz, especialment l'anterior al Bebop. Semblantment passa amb el tango i amb moltes altres músiques de ball gestades a Sud-amèrica o Centreamèrica –com la bossa-nova, la salsa, etc.- i difoses arreu del món. Estils i gèneres que també es fonamenten en la cançó són alguns dels de la música tradicional del Sud d'Europa com el fado de Portugal, el flamenc o el rebétiko de Grècia, així com les cançons de cantants d'origen africà com Omara Portuondo o Cesária Évora,
Avui en dia, la transmissió d'aquest repertori es fa tant per via oral a través de materials enregistrats, ja sigui en forma de música tradicional o de músiques del món o World Music, com per la via de partitures; en aquest segon cas hi tenen un paper important les institucions culturals, escolars i educatives.
És habitual que les cançons tradicionals o folklòriques, o si més no una part d'aquestes, constitueixin un element important identitari d'una societat, són un aspecte no pas menor de la identitat nacional o cultural d'un grup humà.

## Canço infantil
Una cançó infantil és aquella cançó realitzada amb algun propòsit per als nens petits i nadons. La lletra sol ser molt senzilla i repetitiva, per a la seva fàcil comprensió i memorització. Els cants infantils són una activitat en la qual els nens aprenen, ja sigui jugant i altres cantant diferents melodies, amb temes variats, que ajuden a ampliar els seus coneixements sobre el medi ambient que els envolta.
- Classificació per la seva funció:
  - De joc: utilitzades en els jocs infantils com rotlle, corda o goma. També es podrien incloure les de tirar a sort i les burles.
  - Cançons de bressol: també anomenades de bressol, que serveixen per entretenir o dormir als nens, o per acostumbrales al bressol.
  - D'habilitat: en elles els nens demostren alguna habilitat, exemples són els embarbussaments o les endevinalles.
  - Didàctiques: en elles el nen aprèn alguna cosa, des de les parts del cos a lliçons morals.
  - Lúdiques: La seva funció és entretenir o divertir el nen.
- Característiques de la cançó infantil.

Les cançons infantils tenen unes lletres senzilles, rimades i molt repetitives, generalment van acompanyades de moviment, gest o jocs motrius. Són de fàcil comprensió, de fàcil memorització, i de lletra graciosa. La cançó infantil és una activitat lúdica on el nen aprèn jugant al mateix temps que participa en la conservació i gaudi del patrimoni cultural universal.
- Beneficis de la cançó infantil en el desenvolupament infantil
  - Desenvolupa el llenguatge: afavoreixen la dicció, augmenta el seu vocabulari i exercita la fonètica.
  - Afavoreixen la capacitat de comprensió, millora la seva concentració i memòria.
  - Desenvolupen el gust per la música, afavoreix el sentit rítmic i l'audició.
  - Desenvolupa la seva expressió corporal: li permet ajustar el seu moviment corporal a diferents ritmes contribuint al control rítmic del cos, i exercita la seva coordinació.
  - Afavoreix el desenvolupament emocional i social en permetre la integració i interacció amb el grup.

## Cançó popular

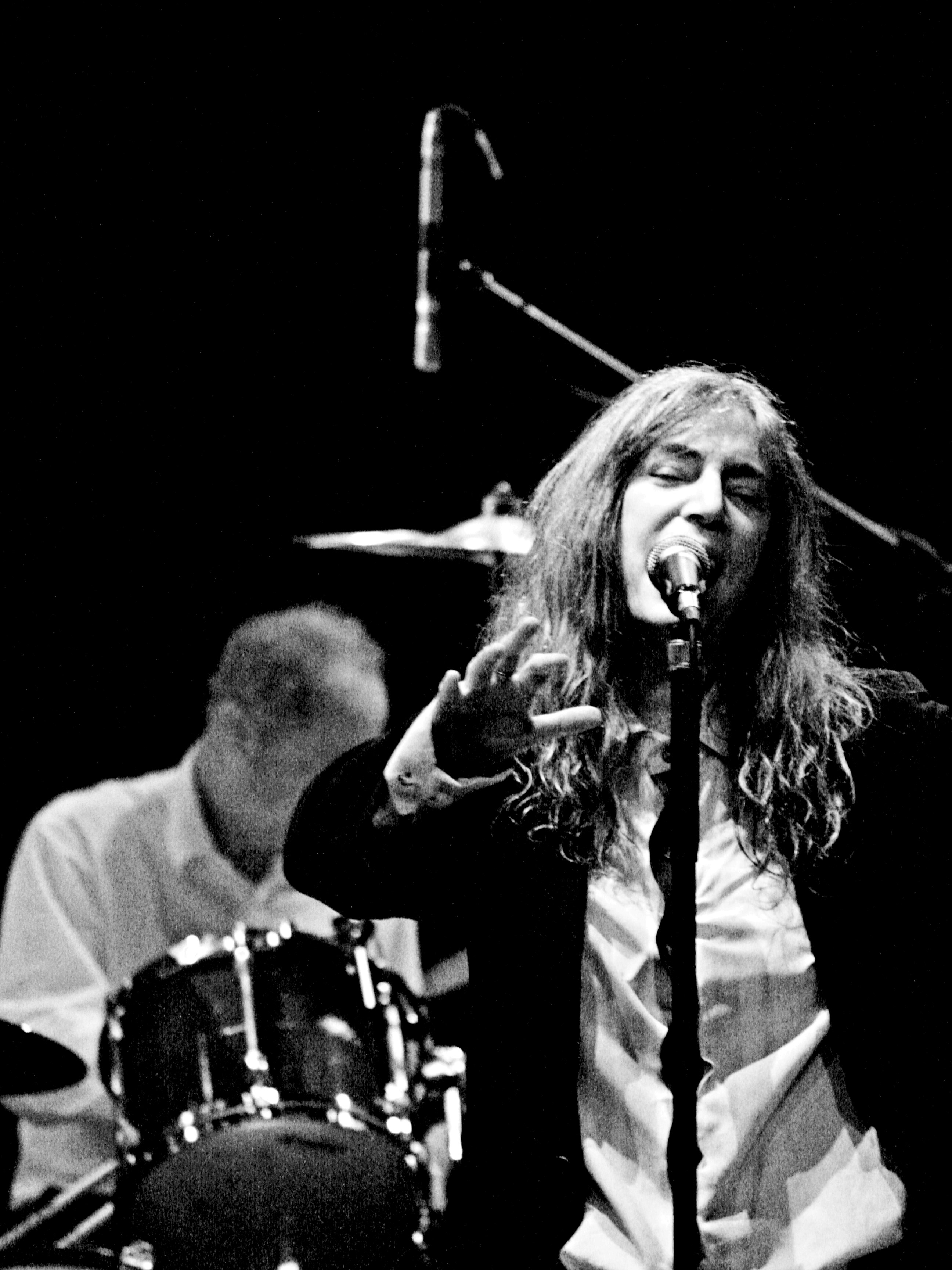
Patti Smith i Jay Dee Daugherty interpretant una cançó a The Roundhouse, Londres

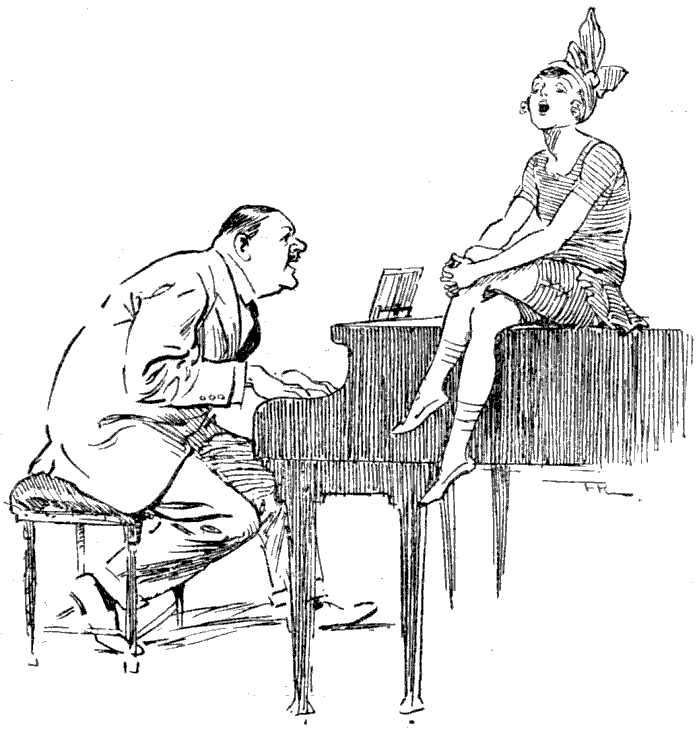
Caricatura que descriu l'assaig d'una cançó.

La cançó és la base del repertori de la música popular, que es difon per mitjà d'enregistaments sonors i en vídeo a través dels principals mitjans de comunicació audiovisuals. La seva major o menor popularitat sovint ve, en bona part, predeterminada per les accions que porten a terme les indústries musicals. A voltes una cançó popular pot esdevenir una cançó folklòrica moderna quan aquells que l'han après de l'enregistrament la comencen a ensenyar a altres. Les cançons populars poden ser denominades com a cançons pop, tot i que, en realitat el pop més aviat ha de ser considerat com un gènere específic de la música popular.
Hi ha molta gent que considera que la cançó popular té unes estructures més simples que la cançó artística, però estudiosos del gènere han remarcat que la cançó popular és un tipus de fenomen del tot específic, amb uns processos de producció, de difusió, d'escolta, formals ... del tot diversos i poc comparables amb els de la cançó artística.
Malgrat les diferències, hi ha un patró estructural o formal que és el que segueixen un gran nombre de cançons tant de pop com de rock o de Heavy Metal i que consisteix en una estrofa (que pot anar precedida d'una introducció en la qual pot fer-se evident un riff, estrofa, tornada, estrofa amb elements diferents (el solo de guitarra elèctrica en el heavy metal, per exemple), i tornada.
Una altra manera d'organitzar una cançó consisteix en el següent: introducció, estrofa, estrofa amb alguna variació en la lletra o en la melodia en respecte a la primera, tornada, solo, tornada i conclusió; aquest esquema és el que apareix, per exemple a Learning to fly del grup Pink Floyd, i que fa que l'escolta sigui menys plana, més imprevisible pr a l'oient que d'aquesta manera pot preveure menys com acabarà en tant que simula que no acaba.
Un altre esquema formal, encara, menys difós que els anteriors consta d'introducció, estrofa, tornada implícita, estrofa amb modificacions amb relació a la primera, tornada implícita, tornada, solo (que pot seguir de més o menys a prop la melodia de l'estrofa), tornada i conclusió.
Normalment el text d'una cançó popular segueix un fil lògic o narratiu al llarg dels versos; de totes maneres, també s'han difós cançons que no respecten aquest criteri; això és evident en algunes mostres de hip-hop. En altres casos -com per exemple a l'àlbum The Wall de Pink Floyd, o Scenes from a Memory dels Dream Theater- el fil argumental no s'articula a través de les estrofes d'una cançó sinó de les diverses cançons que integren un àlbum.
Igual com en el cas de la cançó artística, en la música popular, sobretot en el terreny de la música més comercial, també és habitual que hi hagi una parella d'autors: un lletrista i un compositor; és igualment habitual que un determinat lletrista pugui treballar especialment bé amb un determinat compositor. En el cas de la chanson francesa són tàndems especialment productius els següents: Alain Souchon/Laurent Voulzy, Boris Bergman/Alain Bashung, Mylène Farmer/Laurent Boutonnat, Jacques Lanzmann/Jacques Dutronc. Només en el cas dels cantautors és habitual que ambdues facetes siguin obra d'una mateixa persona, tot i que és cert que a voltes també musiquen poemes d'altri. En el primer cas, el procés compositiu tant pot partir de la música com de la lletra.
En canvi, en el cas dels grups de rock, aquest procés acostuma a ser col·lectiu i portat a terme de manera que la composició i l'assaig de la seva interpretació són dos processos perfectament imbricats l'un en l'altre: es compon mentre es prova i s'assaja, i a la inversa.
A part de l'autor(s) i l'intèrpret(s), sovint, encara hi intervé un arranjador que escriu els acompanyaments per a uns instruments concrets, i que pot coincidir o no amb el productor que es responsabilitza del color global del producte, especialment si es tracta d'un enregistrament.
Com en tota la música popular, en els àmbits de la cançó, són més coneguts pel públic els cantants que no pas els autors.